# Біликівці
Бі́ликівці — село в Україні, у Жмеринській міській громаді Жмеринського району Вінницької області.
Розташоване село поблизу дороги, що з'єднує м. Бар з обласним центром. Перехрестя доріг, що сполучає село зі Жмеринкою, отримало назву «Зірка». Віддаль від села до районного центру — 10 км. Лежить воно на хвилястій рівнині Волино-Подільської височини. Поля порізані ярками і вибалками, що впираються у великі і незначні лісові масиви. Село значно віддалене від сусідніх сіл Рів, Сьомаки, Курилівці, Лопатинці. Ґрунти бідні на запаси гумусу, сірі опідзолені. Колись вони були вкриті мішаним лісом і рідколіссям.

## Історія села Біликівці
До письмової згадки, що відноситься до 1438 року, збереглась жалувана грамота
|  | ...Свидригайло Гринку Стреченовичу на село Биликовцы и Слободку, на которых ему записана 300 кон широких / Слободка — теперешний хутор Слободка у с. Барских Лук /Лука-Барская/ на реке Думка сев. от Бара |

 (М. Грушевський «Барське старостатство»).
Як бачимо, прізвище володаря цієї грамоти не збігається з назвою села. Це є підтвердженням існування села у значно раніший період. Щоб не було сумніву, що мова йде про Біликівці Жмеринського району, уточнюю:
|  | Биликовцы — у границы Литинського и Винницкого уезда |

 (М. Грушевський «Барське старостатство»).
Пізніше селом володіли якісь Мрочко і Яків з Яворожна. У 1456 році Король Польщі Казимир дає дозвіл Лящу купити Слободку і Біликівці. Через рік Лящ загине в кровопролитному бою проти кримсько-татарської навали разом з Бартошем Бучацьким (першими особами у Подільськім військовім керівництві). Можна припустити, що грабіжницькі походи кримсько-татарської орди не обминули існуючі села нашого краю. Вони почали ся з 1438 року. Татарські розорення лякали полохливу шляхту. Вона часто за безцінь продавала свої осади, або залишала їх, перебираючись із Поділля поближче до Галичини, куди не доходили татарські розорення. Особливо в ранній період польської колонізації Поділля (кінець XIV — початок XV ст.) скупляли осади польські магнати. Татарське спустошення Подільського краю стало основним гальмом у проведенні колонізації поляками. Спустошливі грабіжницькі походи татар, не зустрічаючи серйозного опору з боку шляхти, почастішали: «Набеги с 1438 г. нанесшим полякам поражение от татар, вторгшихся на Подолье под начальством Сади Ахмета, причем погиб и воєвода подольський Михаил Бучацкий» (М. Грушевський «Барське старостатство»). Після цього вони посмілішали, переконавшись, що тут боятись нікого. Татари побували тут у 1442,1448, 1450 роках та дійшли аж до Галичини. У 1452 році розорили місто Рів (Бар), протягом року грабували його декілька разів. Побували вони тут і в 1453 році. Після битви у 1457 році, у якій брали участь Лящ і Бартош Бучацький, їх не було тут протягом 12 років (до 1469 року), вони не наносили великої шкоди краю. Та у 1474 році татарська орда страшенно спустошила села.
У 1478 р. вони зробили похід-розвідку про стан оборони на цей час на Поділлі. Близько 1489 року почався спустошливий похід на Поділля кримського хана Менги Гірея, що зазнав поразки. У 1498 році було знову страшно розорено край, при цьому потрапили у полон 100 тисяч подолян. «Не зустрівши опору, знову цього року повернули на Поділля. Тому не дивно, що по реєстру осадів (сіл) 1493 року не значаться такі села, як Біликівці, Хорошовець (Коростівці)» (М. Грушевський «Барське старостатство»). Кримські грабіжники повторили свої набіги в 1500, 1502 і 1503 роках. У 1507 році король Польщі Сигизмунд дав їм зобов'язання щорічно платити 15 тисяча золотом на харчі. Татари, не дотримавши угоди, у той же рік організували похід на Поділля і на зворотному шляху були розбиті. Ще більш невдалий для них був похід у 1512 році. У спільній битві під Вишнівцем поляки і литовці їх розбили. За цю поразку у 1516 році татари перетворили Поділля в «м'ясні лавки», так пишуть за цей похід, У 1520—1524 роках з татарами в поході на Поділля брали участь турки, болгарські татари, а потім 40-тисячна армада грабувала Русь. У 1528 р. татари потерпіли невдачу на Поділлі і не ходили сюди до 1540 р. «За реєстром поселень 1530 р. видно, що положення краю мало поліпшилось. Проте село Біликівці знову з'явилось у реєстрі, за 27 років вона відродилось і відновилось. А в цілому у Барському старостатстві було ЗО поселень, що нараховували до 150 дворів селянського поселення» (М. Грушевський «Барське старостатство»). Кривавий, палаючий, невільницький слід залишали за собою татарські походи. Тривожне життя подолян тривало більше як 100 років. Вони жили у постійному острахові і напруженні за себе, житло і майно. Крім зазначених великих грабіжницьких походів слід врахувати і дрібні наскоки. Стає зрозумілим, чому тут з'явились запустілі села, такі як Кумановка (Сербинівці), пустелею стала Кочмаровська волость (Кацмазів), у яких існувало по декілька селянських дворів.
Не маючи спокою, селяни, почувши про небезпеку, тікали в ліси, переховувались у підземних печерах. Татари по декілька разів повертались назад. Їх швидкість, ненаситність і жорстокість, чатування жертви — типова поведінка кровожерних звірів-хижаків.
Збереглося прислів'я, що народилось у ті часи: «Незваний гість — гірше татарина». Розтаборившись на Поділлі великими силами, посилали невеликі загони шукати поселення і чинили звірства, так було з кожним приходом татар. Давати серйозну відсіч ворогові вдавалось не часто. Місцеві урядники збирали спішно оборонців і, коли дрібні загони татар везли награбоване, нападали на них, відбираючи здобич. Назад її не повертали селянам.. Вона діставалась тим, хто її відбив. Засоби боротьби проти татар застосовувались Примітивні. Основне в оборонній системі покладалось на кріпості-замки.
«У 1440 р. в межиріччі Рову і Браги у Браїлові було збудовано такий замок». (Н. П. Слободянюк, В. О. Логвінов. Браїлів. Стежками історії, ст. 9). «У тому ж 1440 році за вказівкою правителів Поділля Каріотовичів збудували оборонний замок проти татар у містечку Межирів». (З обласного Вінницького архіву). «Межирівське замчесько» — так наливаються нині його залишки. Під час нападу оборонці й населення ховалися в замку, обороняючись від нападаючих. Татари не вели облогу замків, як монголи, грабували те, що не потребувало облоги. У 1494 р. замок м. Каменця (Кам'янець-Подільського) був: «…Замок зтот почти разорен и разрушен, пустошено все, углы пусты, так, что стидно такое говорить или писать о столь знаменитом замко. Если в таком состоянии находится столичний замок воеводства, то можно себе представить, что делается в восточном Подолье с замками». (М. Грушевський. Барське старостатство). Дружина польського короля Сігізмунда І королева Бона у 1549 р. : «Пожаловано козаку Богдану Дмитровичу Звиногородцю село Курилівці (коло річки Ровець на північ від Межирова). У 1550 р. с. Іванківці. Біликівці, Головченці» (Академічна бібліотека с. 1 № 48.).Подаю список міст і сіл Барського старостатства. На кінец XVI століття: «Бар Подольський, Ялтушків, Межирів, села королівського стола Біликівці, Головченці, села інші: Коростівці, Кудовці (Кудіївці), Курилівці, Лопатинці, Петрановці (Петрані), Рожеповці (Рожепи), Сербинівці (Кумановка, Радуловці), Стодульці». (М. Грушевський. Барське старостатство). Для заміни сільськогосподарського податку десятини (сплата десятої частини з пасіки, худоби, овець) у 1565 році було проведено їх облік. Подаю ці дані по селах Біликівці і Головченці: «В с. Біликівці на один двір було 16 волів (податок з них — поволовщина), 11 баранів, 33 свині, 14 пнів бджіл. В с. Головченці (Кармалюково) 8 волів, 15 баранів, 15 свиней, 28 пнів бджіл. (Академічна» бібліотека 1 с. 156, 162). (Двір на той час складався не з однієї сім'ї, а з цілої родини, земля і майно не ділились, а переходили у спадок до старшого сина). Після цього перепису податок поволовщина замість десятої частини з двору за рік віддавали одного вола. По люстрації 1615 року володарями сіл в більшості стали поляки, або ті, хто окатоличився, Кудовці — Кудівські, Лопатинці — Лопатинські, Коростівці — Коростовські, Петрані — Петрановські. З 1611 року Біликівці належать Щукоцькому, з 1580 р. Стодульці — Стодулінському. (Академічна бібліотека с. 11 Р № 153, 386). У 1672 р. за Бучацьким трактатом Барщина разом з рештою Поділля перейшла під владу турків, жителям краю були надані попередні умови, щоб вони надалі залишались на місцях. Польська шляхта не пішла на ці умови, а емігрувала в Польщу, залишивши свої маєтки. У Біликівцях на цей період було два селянських двори. У 30-х роках XVIII століття проти польської шляхти в Україні спалахнув Гайдамацький рух. Очолив його на Поділлі Варлам з Шаргорода, його відгомін дійшов до сіл Головчинці і Біликівці. (Архів Ю. 3. Р. ш. ш № 35,45,46,47, 55). Наприкінці існування Барського старостатства с. Біликівці входило до його складу. Реформи сільського укладу життя переслідували мету: отримати побільше віддачі від наявного земельного фонду, від господарської діяльності на ній. Існуючі феодальні земельні відносини ставали «прокрустовим ложем». У цьому напрямку реформа 1861 року дещо намагалась їх розв'язати. Але її за-провадження залишило селян у значній залежності як «тимчасово зобов'язаних», Столипінська чергова земельна реформа сприяла поява хуторів і заможних селян на селі за рахунок обезземелення бідніших верств. З її запровадженням став рости прошарок селян-середняків. Запровадження суцільної колективізації, яку зловороже зустріли заможні і частина селян середнього достатку на багато років зупинили і підірвали соціальну основу росту індивідуальної господарської діяльності на селі. Колективні форми господарювання на своєму першому етапі мали чималий успіх (перед Німецько-радянською війною) через те, що перші селяни-колгоспники не розучились працювати на колгоспному, як на своєму власному, що з роками все більше втрачалося. Не менше шкоди йому нанесло комуністичне чиновництво, що замінило панів, їх економів на міліцейський нагляд, судову, місцеву владу, що робили з громадянина, покірного «раба-неофіта» перед самим собою.
Чорна хмара Німецько-радянської війни забрала життя багатьох біликівчан. їх імена залишились на плиті пам'ятного знаку, що стоїть на пагорбі у центрі села. На завершенню війни зруйноване колективне господарство відновилось за короткий час.
Колгосп «Україна» став одним із найкращих, економічно розвиненим у перших післявоєнних п'ятирічках. Керував ним добрий господарник Іван Якович Вознюк виходець із с. Стодульці. (Із статзвітів колгоспу «Україна» с. Біликівці).
Та з часом воно втрачало свій престиж, хоч розвивалось. Його випереджали колгоспи сіл Станіславчик, Стодульці, Тарасівка, Северинівка, Сербинівці. Колгосп «Україна» першим у районі почав будувати приміщення неповної середньої школи, але не зміг закінчити вчасно, тому Жмеринський відділ освіти профінансував закінчення будівництва.
Основні виробничі підрозділи: ферми, трактор-ний стан, комора, зернотік, приміщення контори, клубу, житло, дороги будувались, коли колгоспом керували Михайло Петрович Стефанович, а пізніше Володимир Васильович Пилипенко. За цим будівництвом стоїть невтомна праця найманих робітників-гуцулів і місцевих колгоспників. Після розпаювання землі у 2000 році основна маса колгоспників віддала свої земельні паї в оренду товариству з обмеженою відповідальністю «Україна».
12 червня 2020 року, відповідно до Розпорядження Кабінету Міністрів України від  № 707-р «Про визначення адміністративних центрів та затвердження територій територіальних громад Вінницької області», увійшло до складу Жмеринської міської громади.
19 липня 2020 року, в результаті адміністративно-територіальної реформи та ліквідації Жмеринського району, село увійшло до складу новоутвореного Жмеринського району.

## Населення

### Мова
Розподіл населення за рідною мовою за даними перепису 2001 року:
| Мова       | Кількість | Відсоток |
| ---------- | --------- | -------- |
| українська | 537       | 99.63%   |
| російська  | 2         | 0.37%    |
| Усього     | 539       | 100%     |